# Scopula acidalia
Scopula acidalia là một loài bướm đêm trong họ Geometridae.